# Chiddingly
Chiddingly è un villaggio con status di parrocchia civile della contea inglese dell'East Sussex (Inghilterra sud-orientale), amministrativamente parte del distretto di Wealden.